# Nicolas Philippe Guye
Nicolas Philippe Guye (francès: Nicolas Philippe Camille Guye)  (Lons-le-Saunier, 1 de maig de 1773 - Saint-Dié-des-Vosges, 15 de juliol de 1845) fou un general francès de la revolució i de l'imperi. Va iniciar la seva carrera com a soldat el 8 de maig de 1792 en el 23è Regiment d'Infanteria (anteriorment Aquitània), essent la seva primera campanya en l'exèrcit dels Alps.